# Josef Lasser von Zollheim

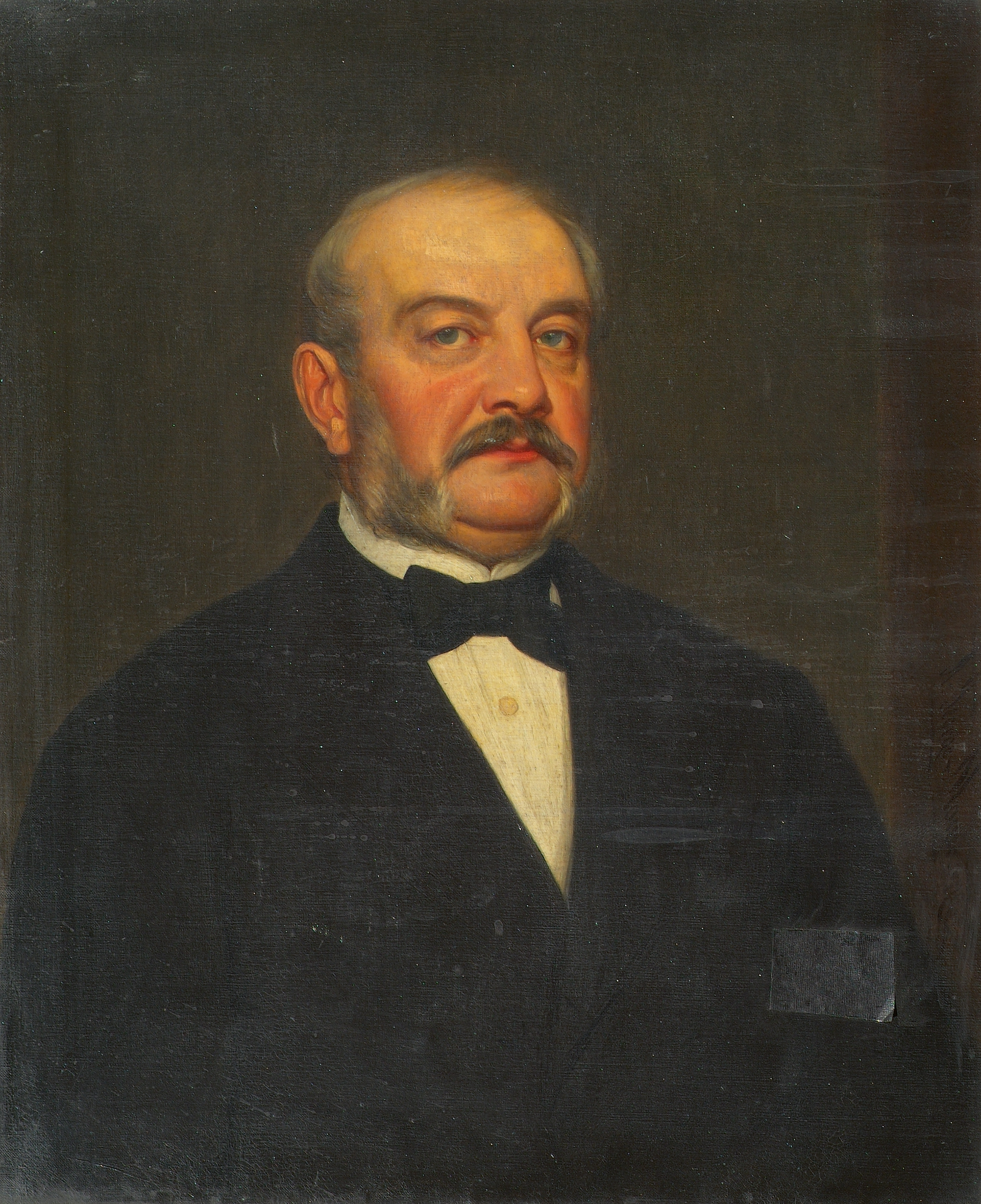
Josef Lasser von Zollheim, porträtiert von August Georg Mayer (1877)

Joseph Wolfgang Adam Lasser Ritter von Zollheim, ab April 1867: Lasser Freiherr von Zollheim (* 30. September 1814 in Weißenbach bei Strobl; † 18. oder 19. November 1879 in Wien) war ein österreichischer Jurist und Politiker.

## Herkunft
Josef Lasser entstammt dem alten osttirolisch-salzburgischen Rittergeschlecht der Lasser von Zollheim. Er kam 1814 im Hammerwerk Weissenbach bei Strobl auf die Welt. Seine Eltern waren Benedikt Ritter Lasser von Zollheim (1780–1839) und dessen Ehefrau Catharina Steger (1778–1843). Sein Vater war Werkführer, später Verwalter des Eisenhammerwerks in Stobl.

## Leben und Schaffen

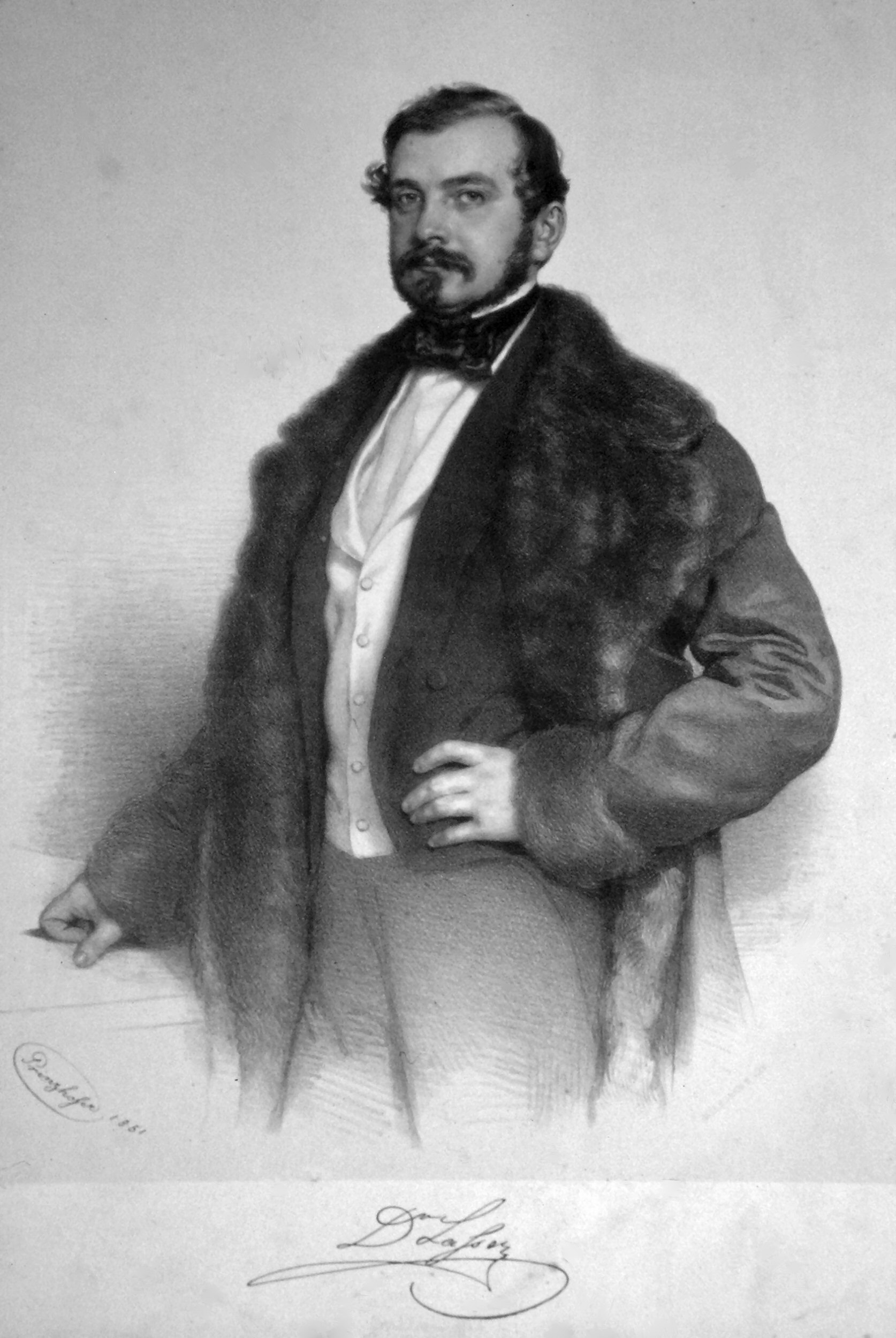
Joseph Freiherr Lasser von Zollheim, Lithographie von August Prinzhofer, 1851

Lasser studierte Rechtswissenschaften an der Universität Wien und wurde 1838 promoviert. Er trat dann in den Staatsdienst. Im Jahr 1848 wurde er sowohl in die Frankfurter Nationalversammlung als auch in den Reichstag gewählt, wobei er sich für letzteren entschied. In der Frage der Grundentlastung setzte er hier eine Entschädigung der Grundherrschaften durch. Er war federführend in der Abfassung und Umsetzung des Gesetzes vom 7. September 1848 betreffend die Aufhebung des bäuerlichen Untertänigkeitsverhältnisses (Bauernbefreiungsgesetz).
Unter Stadion und Bach war er im Innenministerium tätig. 1860 wurde er zum Minister ohne Portefeuille ernannt, von 20. Oktober 1860 bis 4. Februar 1861 war er Minister der Justiz, danach bis 27. Juli 1865 im Staatsministerium (Staatsminister: Anton von Schmerling) Minister (Leiter der Abteilung für politische Verwaltung).
Von 1868 bis 1870 war er Statthalter in Tirol.
1861 bis 1871 war er auch liberaler Abgeordneter zum Salzburger Landtag, für Zell am See und dann für den Großgrundbesitz (1., 2. und 3. Wahlperiode), wo er am 10. April 1861 zum Abgeordneten im Reichsrat gewählt wurde. Später wechselte er in den Landtag von Oberösterreich (5. Wahlperiode) und wurde auch in das Abgeordnetenhaus des Reichsrates gewählt.
Im Jahr 1871 wurde er als k. k. Innenminister eine führende Persönlichkeit im Kabinett Auersperg. 1878 wurde er zum Mitglied des Herrenhauses ernannt.
Zu seinen Leistungen gehören als Justizminister die „Lasser’schen Artikel“, die eine Veröffentlichung von Mitteilungen über ein schwebendes Gerichtsverfahren verboten (RGBl. Nr. 8/1862, bis 1981 in Kraft), als Innenminister die liberal geprägte Wahlrechtsreform.

### Würdigung
Freiherr von Lasser war Ehrenbürger von Salzburg, Innsbruck (1869), Bad Ischl (1871) und Steyr (1873).

## Familie
Er heiratete 1849 Antonie Hipper von Hippersthal (* 23. August 1830), eine Tochter des Appellationsgerichts-Vizepräsidenten des Freiherren Anton Hipper von Hippersthal († 1835). Das Paar hatte einen Sohn und eine Tochter:
- Oskar Wolf Adam (* 12. November 1851)
- Sidonia (1853–1859)